# Domegge di Cadore
Domegge di Cadore es una localidad italiana de la provincia de Belluno, región de Véneto , con 2.606 habitantes.

## Evolución demográfica
| Gráfica de evolución demográfica de Domegge di Cadore entre 1861 y 2001 |
|                                                                         |
| Fuente ISTAT - elaboración gráfica de Wikipedia                         |